# Doha Diamond League 2021
Die Doha Diamond League 2021 war ein Leichtathletik-Meeting, welches am 28. Mai im Qatar SC Stadium in Doha, der Hauptstadt Katars stattfand und Teil der Diamond League war. Es war dies die 23. Austragung dieser Veranstaltung und stellte 2021 den zweiten Halt der Diamond League dar.

## Ergebnisse

### Männer

#### 200 m
| Platz | Athlet           | Land | Zeit (s) |
| ----- | ---------------- | ---- | -------- |
| 1     | Kenneth Bednarek | USA  | 19,88 SB |
| 2     | Andre De Grasse  | CAN  | 19,89 SB |
| 3     | Aaron Brown      | CAN  | 20,25 SB |
| 4     | Emmanuel Matadi  | LBR  | 20,45    |
| 5     | Justin Gatlin    | USA  | 20,49 SB |
| 6     | Adam Gemili      | GBR  | 20,58 SB |
| 7     | Arthur Cissé     | CIV  | 20,91 SB |
| 8     | Ramil Guliyev    | TUR  | 21,09 SB |

Wind: +0,4 m/s

#### 400 m
| Platz | Athlet                     | Land | Zeit (s) |
| ----- | -------------------------- | ---- | -------- |
| 1     | Michael Norman             | USA  | 44,27 WL |
| 2     | Anthony Zambrano           | COL  | 44,57 SB |
| 3     | Fred Kerley                | USA  | 44,60 SB |
| 4     | Kirani James               | GRN  | 44,61 SB |
| 5     | Vernon Norwood             | USA  | 44,87    |
| 6     | Mazen al-Yassin            | KSA  | 45,78    |
| 7     | Ammar Ismail Yahia Ibrahim | QAT  | 46,10    |
| 8     | Kevin Borlée               | BEL  | 46,29    |

#### 800 m
| Platz | Athlet                      | Land | Zeit (min) |
| ----- | --------------------------- | ---- | ---------- |
| 1     | Wycliffe Kinyamal           | KEN  | 1:43,91 WL |
| 2     | Ferguson Cheruiyot Rotich   | KEN  | 1:44,45 SB |
| 3     | Daniel Rowden               | GBR  | 1:44,60 SB |
| 4     | Amel Tuka                   | BIH  | 1:44,76 SB |
| 5     | Adrián Ben                  | ESP  | 1:45,10 SB |
| 6     | Tshepo Tshite               | RSA  | 1:45,54 SB |
| 7     | Jamal Hairane               | QAT  | 1:45,87 SB |
| 8     | Abdirahman Saeed Hassan     | QAT  | 1:45,99 PB |
| 9     | Jamie Webb                  | GBR  | 1:48,60 SB |
|       | Cornelius Tuwei (Pacemaker) | KEN  | DNF        |

#### 1500 m
| Platz | Athlet                    | Land | Zeit (min) |
| ----- | ------------------------- | ---- | ---------- |
| 1     | Timothy Cheruiyot         | KEN  | 3:30,48 WL |
| 2     | Stewart McSweyn           | AUS  | 3:31,57 PB |
| 3     | Soufiane el-Bakkali       | MAR  | 3:31,95 PB |
| 4     | Samuel Tefera             | ETH  | 3:32,52 SB |
| 5     | Bethwell Birgen           | KEN  | 3:33,64 SB |
| 6     | Ronald Musagala           | UGA  | 3:35,99 SB |
| 7     | Vincent Kibet             | KEN  | 3:36,15 SB |
| 8     | Mohamad al-Garni          | QAT  | 3:36,75 SB |
| 9     | Adam Ali Mousab           | QAT  | 3:36,96    |
| 10    | Kalle Berglund            | SWE  | 3:37,92 SB |
| 11    | Hamza Driouch             | QAT  | 3:39,89 SB |
| 12    | Matthew Ramsden           | AUS  | 3:40,89    |
| 13    | Ryan Gregson              | AUS  | 3:42,93    |
|       | Timothy Sein (Pacemaker)  | KEN  | DNF        |
|       | Erik Sowinski (Pacemaker) | USA  | DNF}       |

#### 400 m Hürden
| Platz | Athlet            | Land | Zeit (s) |
| ----- | ----------------- | ---- | -------- |
| 1     | Rai Benjamin      | USA  | 47,38 MR |
| 2     | Alison dos Santos | BRA  | 47,57 AR |
| 3     | Kyron McMaster    | IVB  | 47,82    |
| 4     | Abderrahman Samba | QAT  | 48,26 SB |
| 5     | Kenneth Selmon    | USA  | 49,03    |
| 6     | Yasmani Copello   | TUR  | 49,11 SB |
| 7     | Thomas Barr       | IRL  | 49,91 SB |
| 8     | David Kendziera   | USA  | 50,39    |

#### Hochsprung
| Platz | Athlet             | Land | Höhe (m) |
| ----- | ------------------ | ---- | -------- |
| 1     | Ilja Iwanjuk       | SWE  | 2,33     |
| 2     | Mutaz Essa Barshim | QAT  | 2,30 =SB |
| 3     | Andrij Prozenko    | UKR  | 2,27 SB  |
| 4     | Brandon Starc      | AUS  | 2,27     |
| 5     | Derek Drouin       | CAN  | 2,24 SB  |
| 5     | Jamal Wilson       | BHS  | 2,24 SB  |
| 7     | Maksim Nedassekau  | BLR  | 2,24 SB  |
| 8     | Donald Thomas      | BHS  | 2,20     |
| 9     | Hamdi al-Amin      | QAT  | 2,15     |
| 9     | Trey Culver        | USA  | 2,15 =SB |

#### Kugelstoßen
| Platz | Athlet             | Land | Weite (m) |
| ----- | ------------------ | ---- | --------- |
| 1     | Tomas Walsh        | NZL  | 21,63     |
| 2     | Filip Mihaljević   | CRO  | 21,57     |
| 3     | Armin Sinančević   | SRB  | 21,88 =NR |
| 4     | Mostafa Amr Hassan | EGY  | 21,12     |
| 5     | Zane Weir          | ITA  | 20,26     |
| 6     | Mesud Pezer        | BIH  | 20,01     |
| 7     | Konrad Bukowiecki  | POL  | 19,92     |
| 8     | Franck Elemba      | CGO  | 18,80     |

### Frauen

#### 100 m
| Platz | Athletin                | Land | Zeit (s) |
| ----- | ----------------------- | ---- | -------- |
| 1     | Shelly-Ann Fraser-Pryce | JAM  | 10,84 SB |
| 2     | Blessing Okagbare       | NGR  | 10,90 SB |
| 3     | Javianne Oliver         | USA  | 11,03    |
| 4     | Marie-Josée Ta Lou      | CIV  | 11,12 SB |
| 5     | Hannah Cunliffe         | USA  | 11,22    |
| 6     | Kiara Parker            | USA  | 11,26    |
| 7     | Ajla Del Ponte          | SUI  | 11,36 SB |
| 8     | Mudhawi al-Shammari     | KUW  | 11,88 NR |

Wind: +1,1 m/s

#### 800 m
| Platz | Athletin                    | Land | Zeit (min) |
| ----- | --------------------------- | ---- | ---------- |
| 1     | Faith Kipyegon              | KEN  | 1:58,26 SB |
| 2     | Natoya Goule                | JAM  | 1:59,70 SB |
| 3     | Rababe Arafi                | MAR  | 1:59,83 SB |
| 4     | Habitam Alemu               | ETH  | 2:00,02 SB |
| 5     | Keely Hodgkinson            | GBR  | 2:00,63    |
| 6     | Winnie Nanyondo             | UGA  | 2:01,76 SB |
| 7     | Hedda Hynne                 | NOR  | 2:02,47 SB |
| 8     | Hanna Green                 | USA  | 2:02,71    |
|       | Noélie Yarigo (Pacemakerin) | BEN  | DNF        |

#### 3000 m
| Platz | Athletin                   | Land | Zeit (min)    |
| ----- | -------------------------- | ---- | ------------- |
| 1     | Beatrice Chebet            | KEN  | 8:27,49 WL PB |
| 2     | Margaret Chelimo Kipkemboi | KEN  | 8:28,27 SB    |
| 3     | Lilian Kasait Rengeruk     | KEN  | 8:28,96 PB    |
| 4     | Hellen Obiri               | KEN  | 8:33,98 SB    |
| 5     | Sheila Chelangat           | KEN  | 8:36,20 PB    |
| 6     | Yasemin Can                | TUR  | 8:39,47 SB    |
| 7     | Hawi Feysa                 | ETH  | 8:39,88 PB    |
| 8     | Eva Cherono                | KEN  | 8:43,67 SB    |
| 9     | Dominique Scott-Efurd      | RSA  | 8:51,39 SB    |
| 10    | Camille Buscomb            | NZL  | 8:58,10 SB    |
| 11    | Siham Hilali               | MAR  | 9:03,87 SB    |
|       | Winny Chebet (Pacemakerin) | KEN  | DNF           |

#### 3000 m Hindernis
| Platz | Athletin                    | Land | Zeit (min) |
| ----- | --------------------------- | ---- | ---------- |
| 1     | Norah Jeruto                | KEN  | 9:00,67 WL |
| 2     | Mekides Abebe               | ETH  | 9:02,52 NR |
| 3     | Winfred Mutile Yavi         | BHR  | 9:02,64 PB |
| 4     | Hyvin Kiyeng                | KEN  | 9:07,58 SB |
| 5     | Emma Coburn                 | USA  | 9:08,22 SB |
| 6     | Maruša Mišmaš Zrimšek       | SVN  | 9:16,82 NR |
| 7     | Gesa Felicitas Krause       | GER  | 9:16,89 SB |
| 8     | Peruth Chemutai             | UGA  | 9:22,09 SB |
| 9     | Rosefline Chepngetich       | KEN  | 9:30,80 SB |
| 10    | Marwa Bouzayani             | TUN  | 9:32,74 PB |
| 11    | Luiza Gega                  | ALB  | 9:34,20    |
| 12    | Genevieve Gregson           | AUS  | 9:35,27 SB |
| 13    | Lili Anna Tóth              | HUN  | 9:47,48 PB |
|       | Fancy Cherono (Pacemakerin) | KEN  | DNF        |

#### Stabhochsprung
| Platz | Athletin            | Land | Höhe (m)    |
| ----- | ------------------- | ---- | ----------- |
| 1     | Katie Nageotte      | USA  | 4,84 WL =MR |
| 2     | Sandi Morris        | USA  | 4,84 =MR    |
| 3     | Holly Bradshaw      | GBR  | 4,74 SB     |
| 4     | Katerina Stefanidi  | GRC  | 4,74        |
| 4     | Tina Šutej          | SVN  | 4,74 SB     |
| 6     | Iryna Schuk         | BLR  | 4,74 NR     |
| 7     | Anschelika Sidorowa | ANA  | 4,64 SB     |
| 8     | Anschelika Sidorowa | SWE  | 4,50 SB     |
|       | Alysha Newman       | CAN  | NM          |

#### Dreisprung
| Platz | Athletin               | Land | Weite (m) |
| ----- | ---------------------- | ---- | --------- |
| 1     | Yulimar Rojas          | VEN  | 15,15 MR  |
| 2     | Kimberly Williams      | JAM  | 14,69 PB  |
| 3     | Shanieka Ricketts      | JAM  | 14,98 PB  |
| 4     | Thea LaFond            | DMA  | 14,57     |
| 5     | Keturah Orji           | USA  | 14,37     |
| 6     | Olha Saladucha         | UKR  | 14,04 SB  |
| 7     | Parinya Chuaimaroeng   | THA  | 13,98 SB  |
| 8     | Caterine Ibargüen      | COL  | 13,86 SB  |
| 9     | Paraskevi Papachristou | GRC  | 13,83 SB  |
| 10    | Olga Rypakowa          | KAZ  | 13,58 SB  |

#### Diskuswurf
| Platz | Athletin         | Land | Weite (m) |
| ----- | ---------------- | ---- | --------- |
| 1     | Yaimé Pérez      | CUB  | 63,75     |
| 2     | Valarie Allman   | USA  | 65,57     |
| 3     | Sandra Perković  | CRO  | 63,60     |
| 4     | Claudine Vita    | GER  | 63,06     |
| 5     | Denia Caballero  | CUB  | 63,00 SB  |
| 6     | Marija Tolj      | CRO  | 60,76     |
| 7     | Subenrat Insaeng | THA  | 58,33 SB  |
| 8     | Nadine Müller    | GER  | 57,83     |
| 9     | Whitney Ashley   | USA  | 53,21     |